# 沙尔芒萨克
沙尔芒萨克（法語：Charmensac，法語發音：[ʃaʁmɑ̃sak]）是法国康塔尔省的一个市镇，位于该省东北部，属于圣弗卢尔区。

## 地理
沙尔芒萨克（45°13'0"N, 3°5'17"E）面积15.17 平方千米，位于法国奥弗涅-罗讷-阿尔卑斯大区康塔爾省，该省份为法国中南部省份，位于法國中央高原中心，北起科雷兹省、上盧瓦爾省和多姆山省，西接洛特省和科雷兹省，南至阿韦龙省和洛特省，东临上盧瓦爾省和洛泽尔省。
与沙尔芒萨克接壤的市镇（或旧市镇、城区）包括：欧里亚克莱格利斯、莫莱德、莫隆皮兹、佩吕斯、博纳克。
沙尔芒萨克的时区为UTC+01:00、UTC+02:00（夏令时）。

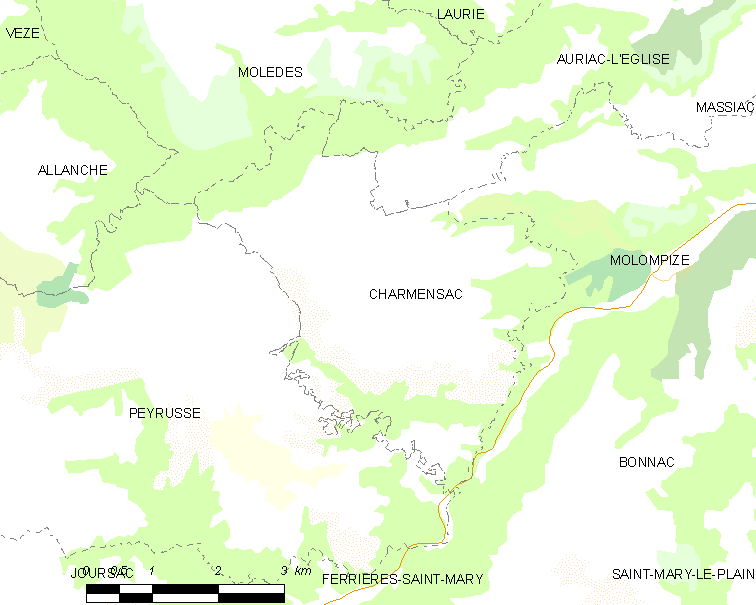
沙尔芒萨克的OSM定位图

## 行政
沙尔芒萨克的邮政编码为15500，INSEE市镇编码为15043。

## 政治
沙尔芒萨克所属的省级选区为米拉县。

## 人口

1962-2008年间沙尔芒萨克人口变化图示

沙尔芒萨克于2022年1月1日时的人口数量为72人。